# Peugeot City Toyz
Les Peugeot City Toyz (jouets urbains Peugeot en anglais) sont une série de quatre prototypes concept car futuristes du constructeur automobile Peugeot, présentés au Mondial de l'automobile de Paris 2000, : 

## Historique
En 2000 Peugeot lance son « concours international de design sur Internet » au Mondial de l'automobile de Paris, et expose pour cette occasion sur son stand, quatre concept-car « City Toyz » au design futuriste, créés par les stylistes du Centre Style Peugeot du chef designer Gérard Welter, sur les thèmes de « l'an 2000 » et de la « mobilité urbaine ». 

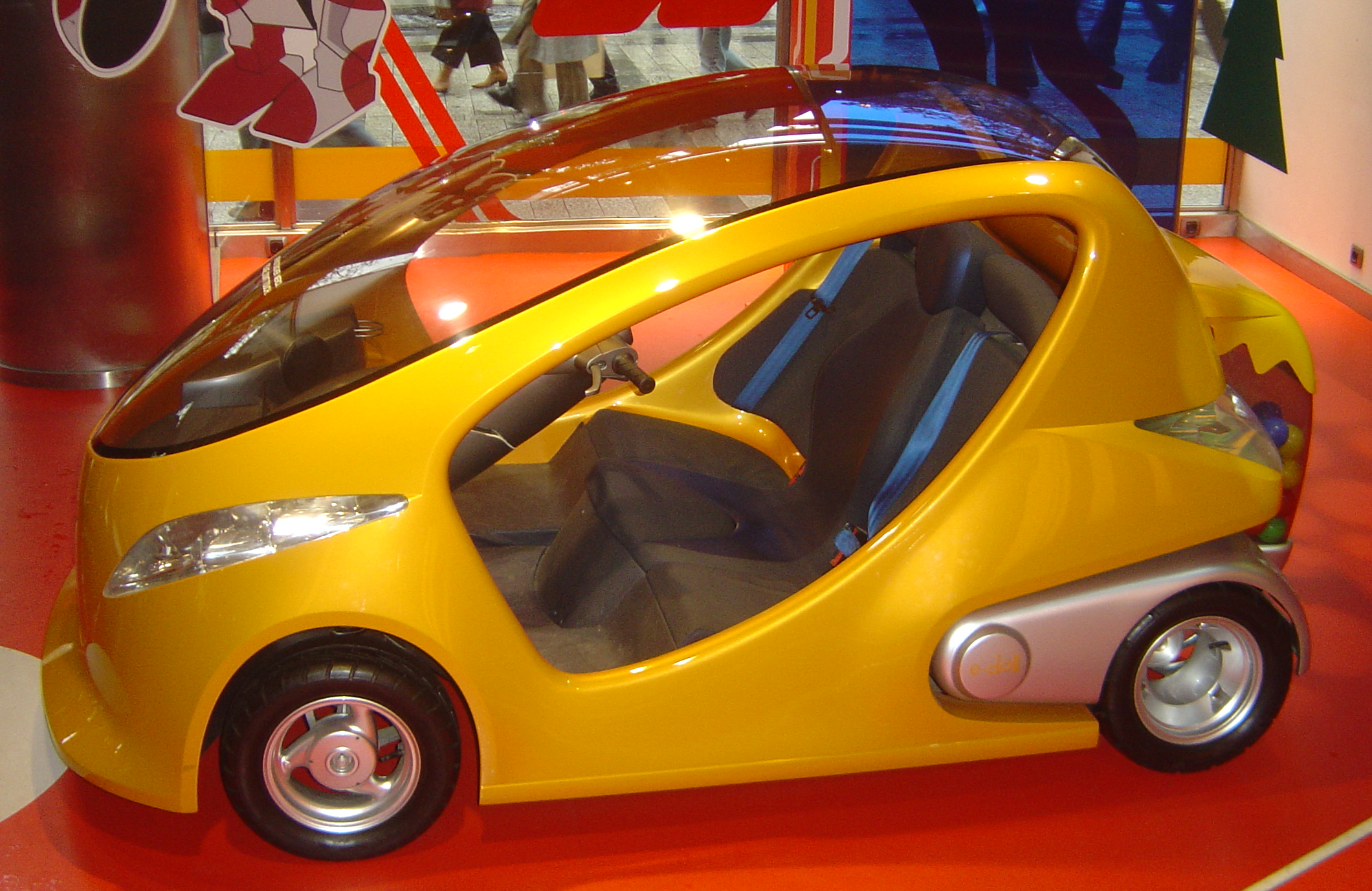
Peugeot e-doll
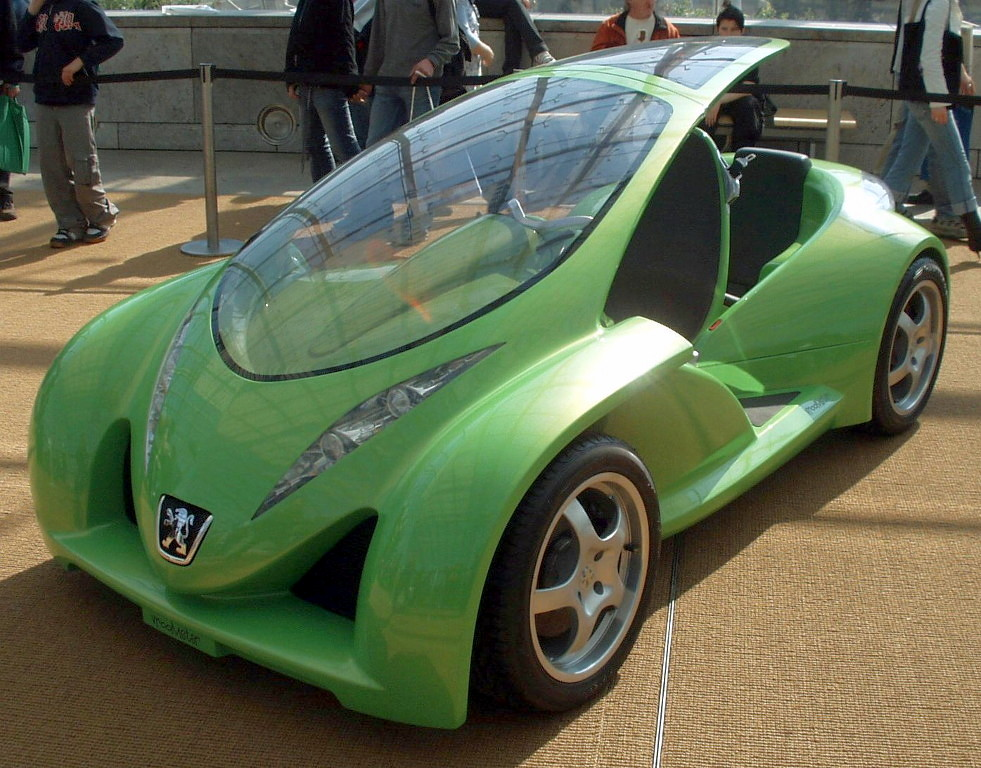
Peugeot Vroomster
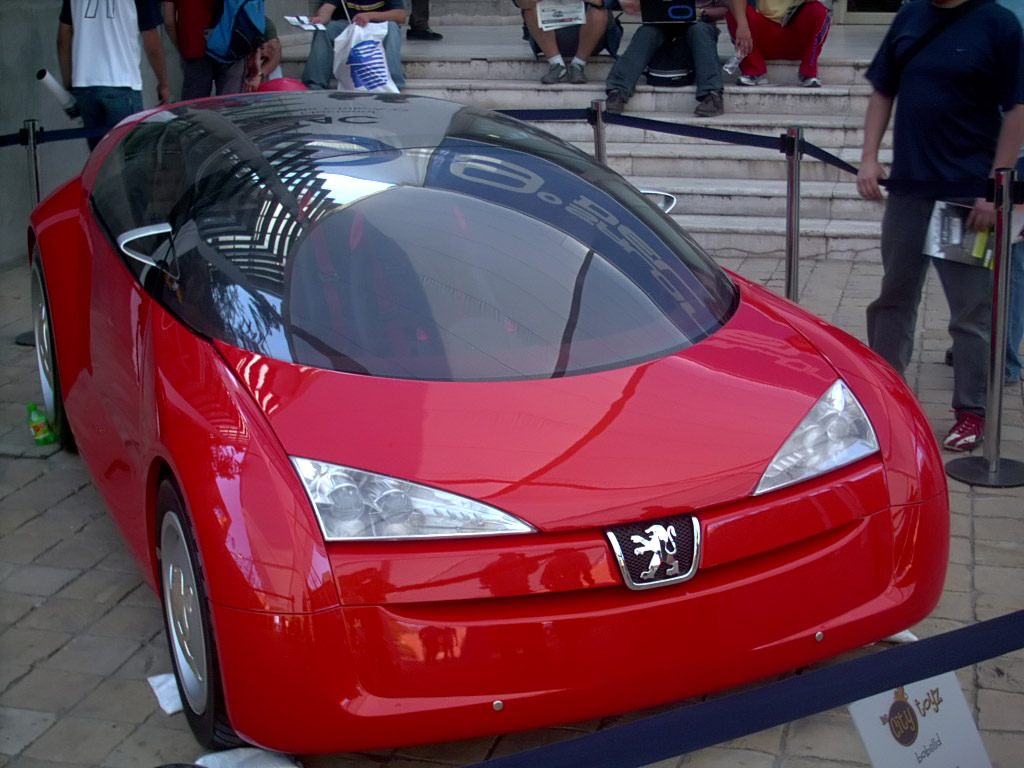
Peugeot Bobslid
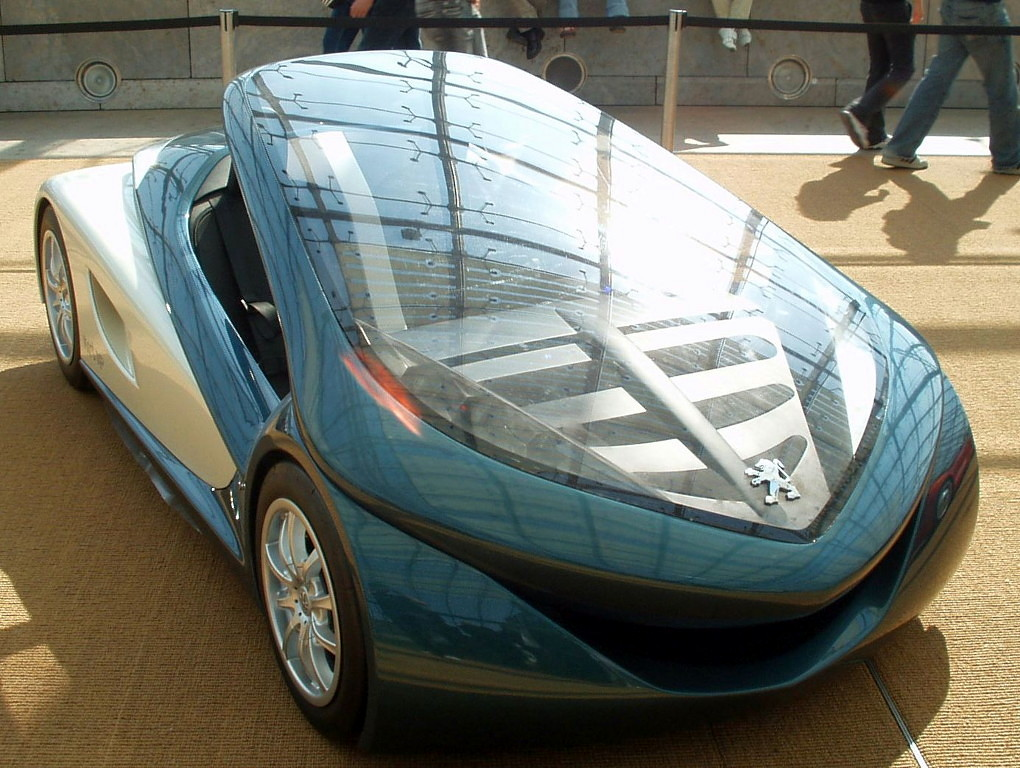
Peugeot Kart up

Le jeune designer yougoslave Marko Lukovic remporte ce premier concours, avec son projet de Peugeot Moonster, sur le thème de Peugeot des années 2020. 

### Peugeot e-doll
Concept de voiture urbaine en fibre de carbone, à trois places côte à côte, motorisé par deux moteurs de Peugeot Scoot'elec. 

### Peugeot Kart up
Concept de roadster / barquette sportive sans porte, motorisé par un moteur six cylindres en V Peugeot de 210 ch. 

### Peugeot Bobslid
Concept de voiture 100 % électrique à trois places (une centrale, 2 arrière) motorisée par 40 moteurs électriques répartis sur quatre roues motrices, avec guidage de la direction par joystick.

### Peugeot Vroomster
Concept de voiture ouverte biplace en fibre de carbone, motorisée par un moteur seize soupapes de 110 ch de Peugeot 206. 